# Monts Grampians (Australie)
Pour les articles homonymes, voir Grampian.
Les monts Grampians sont une chaîne de montagnes dans l'État de Victoria en Australie, à 235 km à l'ouest de Melbourne. Ils doivent leur nom à Sir Thomas Mitchell, gouverneur général de la Nouvelle-Galles du Sud qui leur a donné le nom d'une chaîne de montagnes de son Écosse natale. On les connaît aussi sous le nom de Gariwerd d'après la langue des Jardwadjali, peuple aborigène de la région.
Depuis 1984, ils sont protégés au sein du parc national des Grampians sur 1 700 km2, qui abrite des sites rupestres aborigènes. Au niveau de la faune, on y trouve de nombreux kangourous, émeus, koalas, opossums, échidnés, oiseaux, et pour la flore, des gommiers rouges, stringybarks, boronias.
On peut y voir les chutes MacKenzie et les falaises The Balconies.

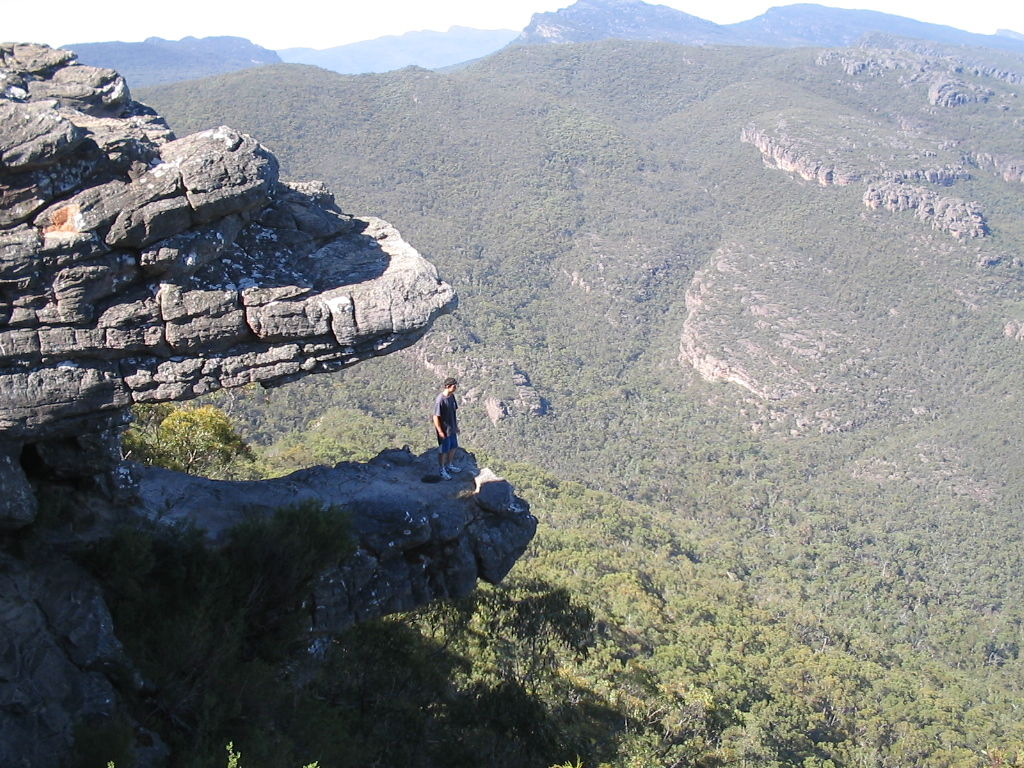
Les Balconies
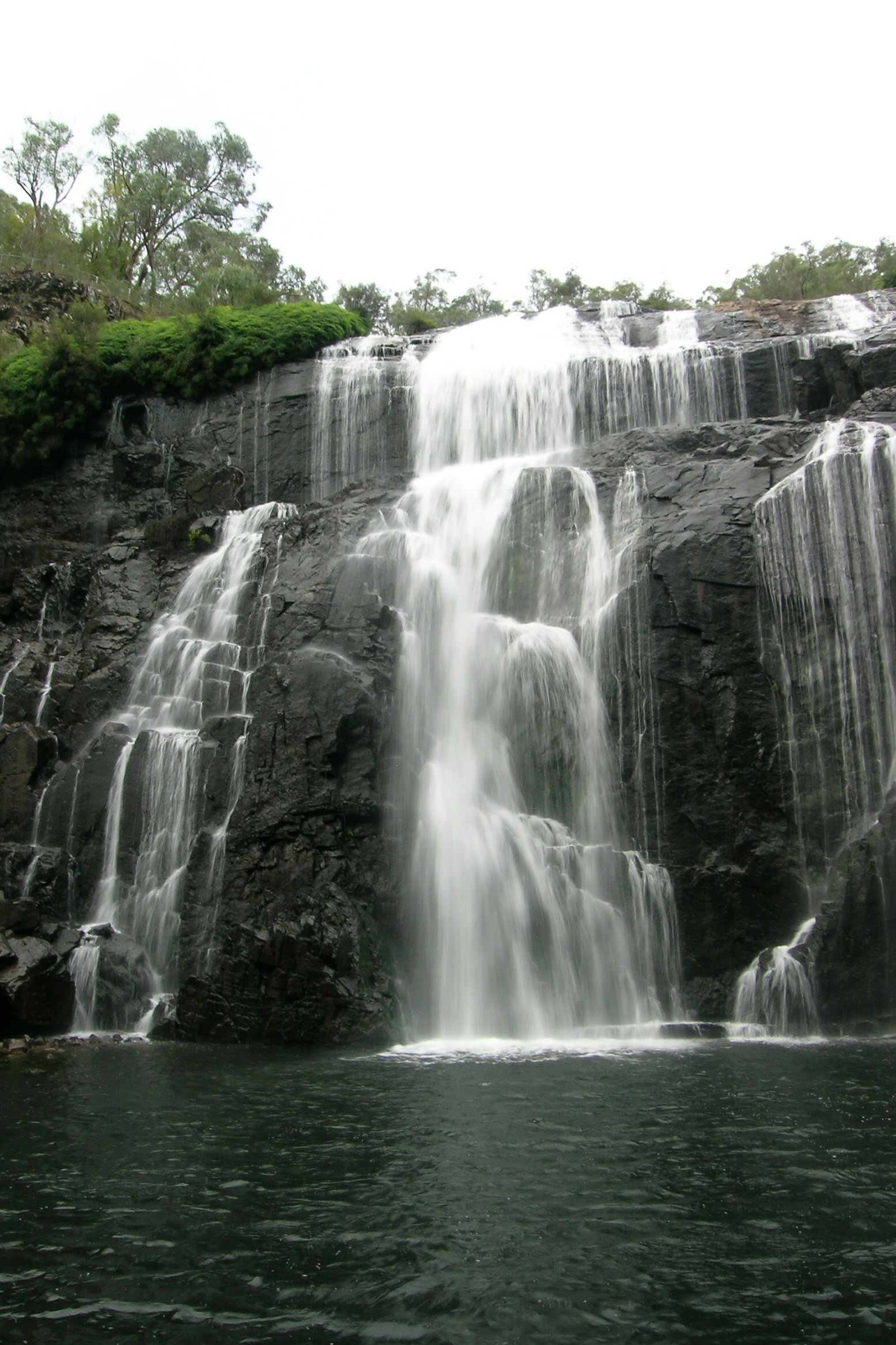
Chutes du MacKenzie

Les monts Grampians forment des chaînes de grès dissymétriques, avec dans l'ensemble, des lignes de crête grossièrement orientées Nord-Sud, une pente douce vers l'est, et des falaises verticales vers l'ouest. L'une d'elles se nomme Hollow Mountain près de Dadswell's Bridge à l'extrémité nord de la chaîne. La région la plus appréciée des marcheurs est celle de Wonderland près de Halls Gap, la principale ville du parc. En été, le climat est très chaud et sec. L'hiver et le printemps sont les meilleures saisons pour les visiteurs qui peuvent apprécier au printemps les fleurs sauvages. La région est réputée pour ses possibilités d'escalade et appréciée des campeurs et des marcheurs.
En janvier 2006, un gigantesque feu de forêt a détruit près de 50 % du parc.

## Toponymie

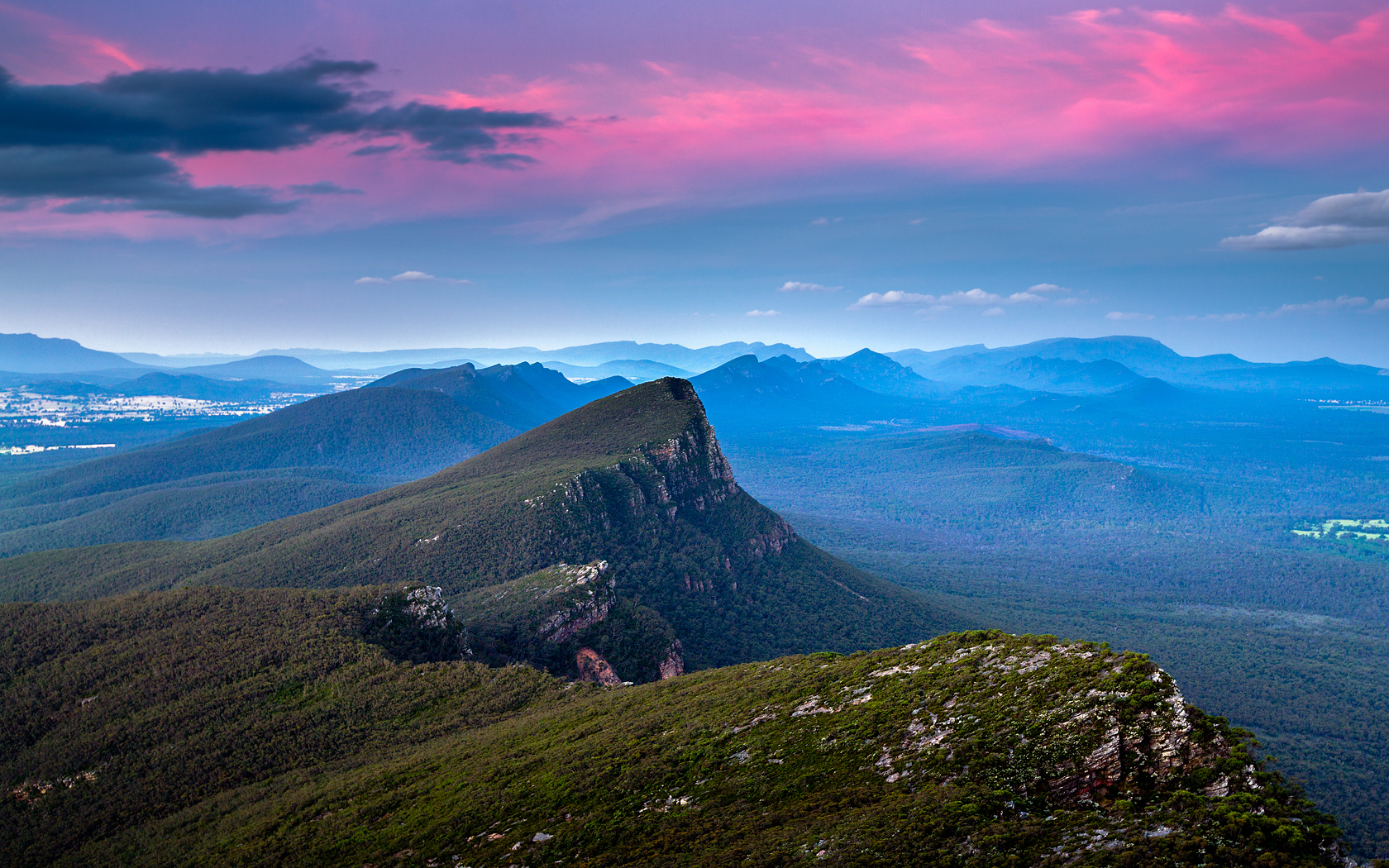
Grampians / Gariwerd au crépuscule.

À l'époque de la colonisation européenne, les Grampians portaient plusieurs noms indigènes, dont celui de Gariwerd dans les langues aborigènes australiennes kulin de l'ouest des peuples Mukjarawain, Jardwadjali et Djab wurrung (en) qui vivaient là et qui partageaient 90 % de leur vocabulaire. Selon l'historien Benjamin Wilkie, le nom Gariwerd a été écrit pour la première fois en 1841, repris d'un locuteur jardwadjali par le protecteur en chef des Aborigènes, George Augustus Robinson, sous le nom de Currewurt. À l'est, il a enregistré, auprès de locuteurs de la langue djab wurrung ou djargurd wurrung, « Erewurrr, pays des Grampians » - probablement une erreur d'interprétation de Gariwerd. Les variantes de Gariwerd enregistrées comprennent Cowa, Gowah et Gar - des mots génériques pour désigner une montagne pointue. Ailleurs, les locuteurs de la langue Dhauwurd Wurrung de la côte sud-ouest du Victoria ont appelé les montagnes Murraibuggum, tandis que les locuteurs de la langue Wathawurrung (en) ont utilisé le nom Tolotmutgo.
En 1836, l'explorateur et arpenteur général de la Nouvelle-Galles du Sud (en), Thomas Mitchell, rebaptisa Gariwerd d'après les monts Grampians de son Écosse natale. Selon Wilkie, Mitchell a d'abord appelé Gariwerd les Coast Mountains, puis, en juillet 1836, il les a appelées Gulielmian Mountains en l'honneur de Guillaume IV du Royaume-Uni (Gulielmi IV Regis). Les membres de son expédition désignaient les montagnes sous les noms de Gulielmean, Gulielman et Blue Gulielmean Mountains. Plus tard, en 1836, Mitchell s'est installé dans les Grampians, et le parc national des Grampians prend également ce nom en 1984.
Après un processus de consultation de deux ans, le parc a été rebaptisé Grampians (Gariwerd) National Park en 1991, mais cette décision s'est avérée controversée et a été annulée après un changement de gouvernement de l'État en 1992. La loi sur les noms de lieux géographiques (Geographic Place Names Act) de 1998 a rétabli la double dénomination pour les caractéristiques géographiques, et celle-ci a été adoptée par la suite dans le parc sur la base des noms jardwadjali et djab wurrung pour les sites d'art rupestre et les caractéristiques du paysage avec la liste du patrimoine national australien, faisant référence au « Grampians National Park (Gariwerd) ».

## Géographie

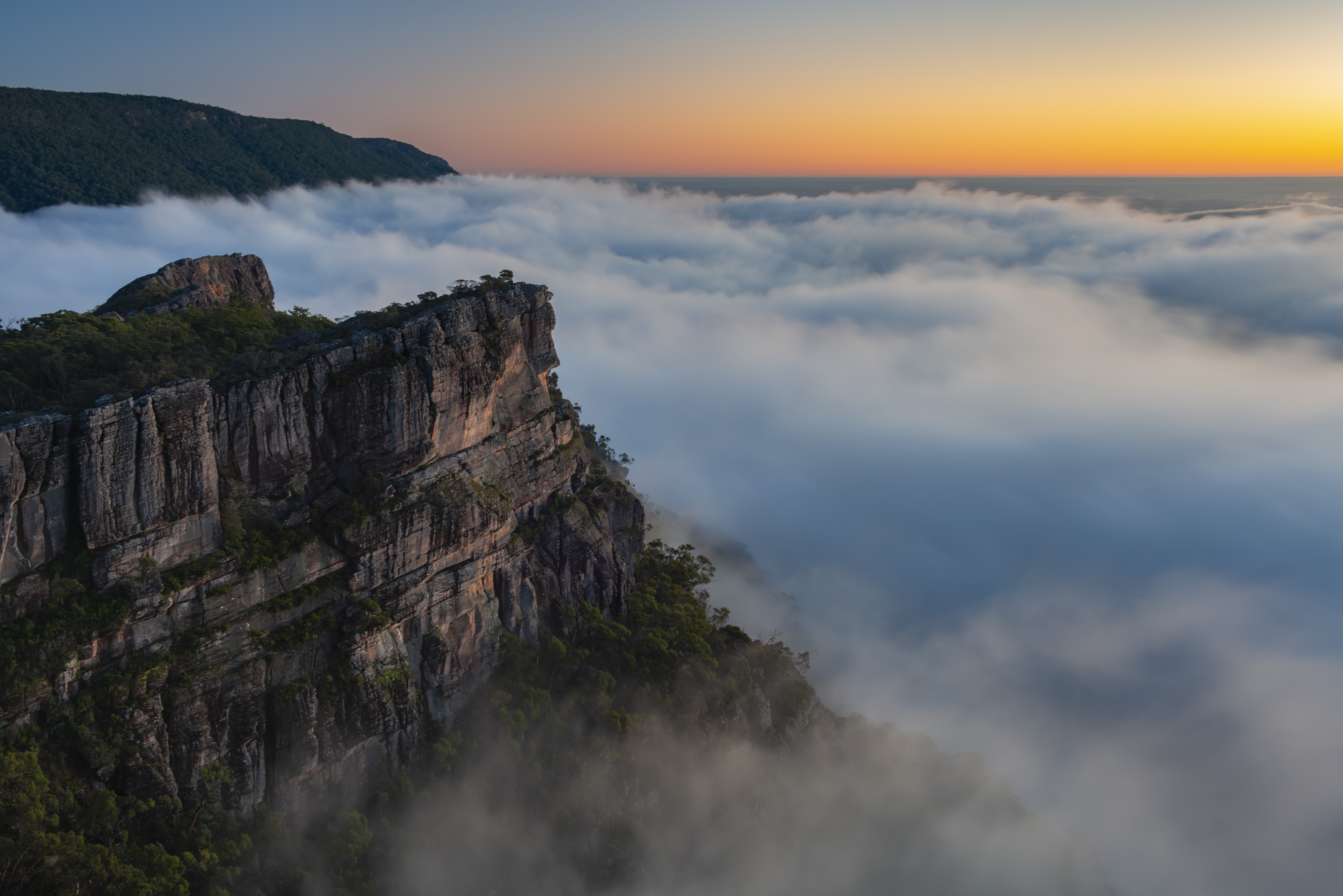
Lever de soleil sur le Pinnacle dans les monts Grampians.

### Géologie
Le substrat rocheux qui compose les hauts sommets est du grès qui s'est formé à partir des sédiments déposés par les cours d'eau au cours du Dévonien, il y a 425 à 415 millions d'années. Ils se sont lentement accumulés sur une épaisseur de 7 kilomètres ; la roche a ensuite été soulevée et inclinée pour prendre sa forme actuelle. Un certain nombre de couches stratigraphiques ont été identifiées, telles que la formation Silverband, le sous-groupe Mount Difficult et le sous-groupe Red Man Bluff. Le grain grossier et la stratification fine de la formation de Silverstone, ainsi que les ondulations à la surface, sont attribués à un fond estuarien avant une solidification il y a environ 400 millions d'années,.

### Faune et flore
Au printemps, les fleurs sauvages des Grampians sont une attraction. Communément appelé le « jardin du Victoria », les Grampians abritent 975 espèces de plantes indigènes dont plus de 75 espèces d'orchidée, ce qui représente un tiers de la flore totale du Victoria. Beaucoup de ces espèces ne se trouvent que dans les Grampians, y compris Borya mirabilis, l'un des lys indigènes les plus rares d'Australie.

## Histoire

### Catastrophes naturelles

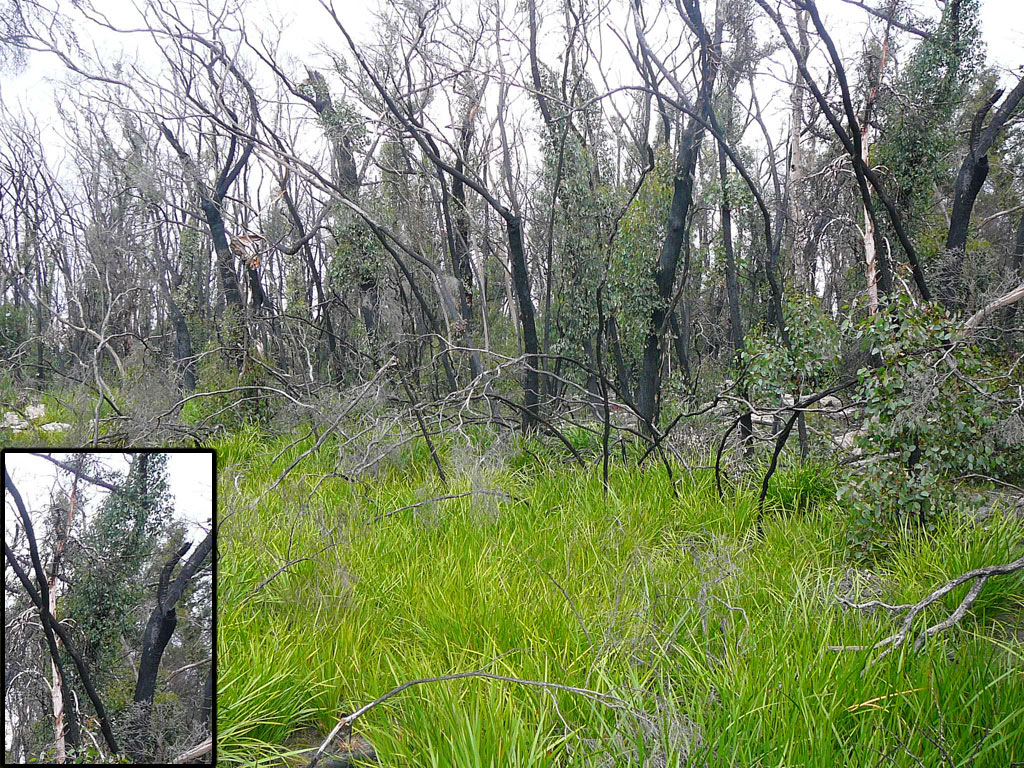
Repousse typique après le feu de brousse.

Un important feu de brousse a brûlé environ 50 % du parc national des Grampians en janvier 2006. Peu après, les premiers signes de régénération étaient déjà visibles avec, par exemple, la repousse des eucalyptus. De nombreux arbres présentent une croissance épicormique, où une masse de jeunes pousses repartent sur toute la longueur du tronc jusqu'à la base de l'arbre. De grandes inondations ont suivi 5 ans plus tard, en janvier 2011, obligeant la fermeture de certaines parties du parc national des Grampians pendant plusieurs mois.
En 2014, un nouvel incendie a ravagé plus de 21 000 ha. Une personne est morte et plusieurs centaines d'habitants et de touristes ont été évacués.

## Activités

### Vol à voile
Le mont William est connu dans la communauté des amateurs de vol à voile pour la « vague des Grampians », un phénomène météorologique qui permet aux pilotes de planeur d'atteindre des altitudes extrêmes supérieures à 8 500 m. Ce phénomène se produit principalement pendant les mois de mai, juin, septembre et octobre, lorsque de forts vents d'ouest soufflent perpendiculairement à la crête et produisent une vague stationnaire à grande échelle (onde orographique).

### Randonnée
La zone de randonnée la plus populaire pour les excursionnistes est la zone de Wonderland, près de Halls Gap. En été, les chaînes de montagnes peuvent être très chaudes et sèches. L'hiver et le printemps sont les meilleures périodes pour les randonnées. La région de Wonderland comprend également le Grand Canyon dans la « boucle de Wonderland », sur l'une des pistes menant au Pinnacle.
En 2015, Parks Victoria a commencé à aménager le Grampians Peaks Trail, long de 160 km. Ce chemin, qui s'inspire des sentiers populaires de Tasmanie, est conçu pour être parcouru en 13 jours et traverse le parc dans toute sa longueur. Il a été officiellement inauguré le 12 novembre 2021.

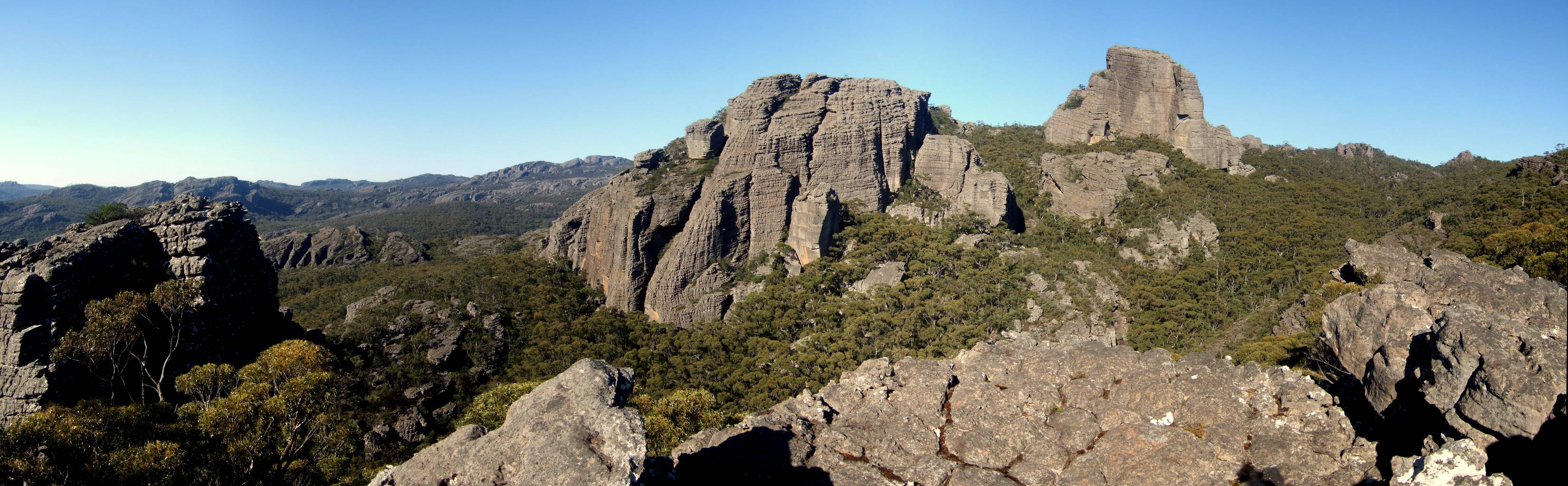
La partie ouest du parc. Les rochers sur la droite sont connus sous le nom de la Forteresse.

### Fête de la gastronomie et du vin
Le parc national des Grampians accueille l'un des plus anciens événements gastronomiques et viticoles d'Australie, le Grampians Grape Escape, qui se tient chaque année le premier week-end de mai à Halls Gap. Lancé en 1992, le Grampians Grape Escape est un événement phare de l'État du Victoria et propose des produits alimentaires et des vins proposés par plus de 100 producteurs artisanaux locaux, des concerts et des animations familiales.